# Saljoet (bioscoop)

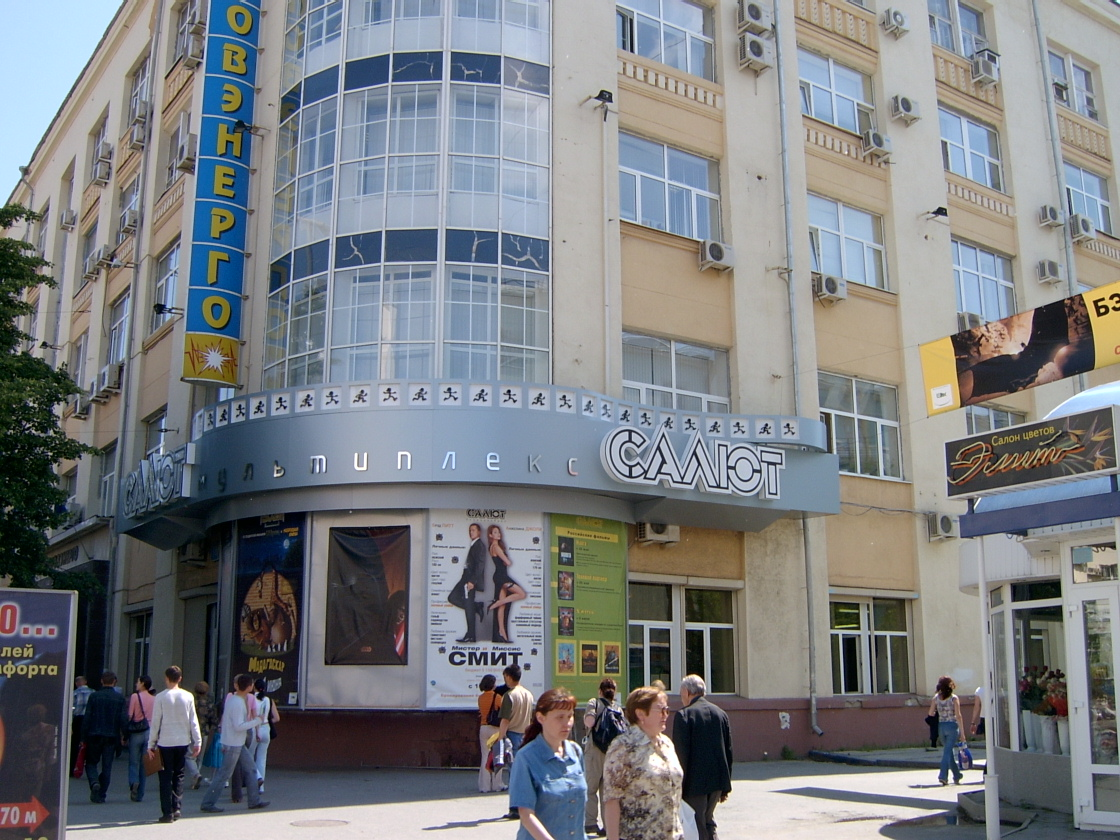
Vooraanzicht van Saljoet

Saljoet (Russisch: Салют), volledige naam: gemeentelijk eenheidsbedrijf "speciale kinderbioscoop «Saljoet»", is een van de oudste bioscopen van de Russische stad Jekaterinenburg. Het staat in het Guinness Book of Records vermeld als de bioscoop waar de film Titanic het langst werd gedraaid.

## Geschiedenis

### Beginjaren
De geschiedenis van de bioscoop begon op 13 oktober 1912 toen het elektronische filmhuis Choedozjestvenny ("artistiek") als vierde van Jekaterinenburg zijn deuren opende voor het publiek op de plaats van een oud variété in het Imsjenetski-huis aan de oelitsa Kolobovski (nu de oelitsa Tolmatsjova nr. 15), niet ver van haar kruising met de Glavny Prospekt (nu de oelitsa Karla Liebknechta). Naast het filmhuis bevond zich hotel Pale-rojal. Aan de afgeschuinde façade werden de filmposters opgehangen, op dezelfde plek waar ze nu nog worden opgehangen. Naast filmhuis Choedozjestvenny bevonden en bevinden zich nog twee filmhuizen; Kolizej ("Colosseum") en Sovkino ("Sovjetbioskoop"). Om deze reden wordt deze buurt in de volksmond ook wel het "theatrisch kruispunt" genoemd. Er was en is altijd een moordende concurrentie geweest in het centrum van Jekaterinenburg.

### Sovjetperiode
Na de Russische Revolutie werd het filmhuis genationaliseerd en omgezet naar een speciale kinderbioscoop. Op 6 september 1930 werd de bioscoop ter ere van de 16e Internationale Dag van de Jeugd (afgekort MJoeD in het Russisch) hernoemd tot het Komsomoltheater XVI MJoeD, vaak kortweg 'MJoeD' genoemd. In 1935 kreeg het filmhuis de beschikking over geluidsapparatuur. In 1945, toen de Internationale Dag van de Jeugd voor het laatst werd gehouden, werd de naam veranderd naar het huidige Saljoet ("saluut").
In 1959 werd de bioscoop op basis van de resultaten van de heel-Russische publieke beschouwing van de cultureel-onderwijskundige instellingen uitgeroepen tot de beste bioscoop van de RSFSR. Het groeide uit tot een groot cultureel centrum, waar ook lezingen werden gegeven en tentoonstellingen en openbare acties plaatsvonden. In 1968 brandde het oude gebouw af en werd vervolgens verschillende malen verbouwd, tot het in 1979 zijn huidige vorm kreeg.

### Recente ontwikkelingen
Begin jaren 90 kwam de bioscoop in private handen. In tegenstelling tot de meeste andere bioscopen in de stad, die wegens de grote landelijke daling van het bezoekersaantal ofwel de deuren moesten sluiten of moesten stoppen met de aankoop van nieuwe filmbanden, wist Saljoet zich te handhaven. Als eerste bioscoop in de stad begon Saljoet met de aankoop van Amerikaanse Klasse A-films (blockbusters).
In 1998 kwam de Amerikaanse film Titanic in de Russische bioscopen. Volgens velen was dit de film die de Russische bezoekers terug naar de bioscopen haalde. In Jekaterinenburg bleek Saljoet echter de enige bioscoop die de film had aangekocht. Op 20 februari begon de film te draaien, in de eerste twee week met Russische ondertiteling, maar vervolgens met nasynchronisatie. De film bracht een stroom van bezoekers naar de bioscoop en er ontstonden wachtrijen, ondanks het feit dat de prijs van de kaartjes verschillende malen hoger was als voor andere films. Veel mensen bezochten de film meerdere malen, sommige grote fans zelfs 20 tot 30 keer. Door de opbrengsten van dit grote succes was de bioscoop al in het najaar van dat jaar in staat om het pand te verbouwen tot zijn huidige vorm. Het meerkanalige digitale geluidssysteem Dolby Digital werd geïnstalleerd en het scherm van de grootste zaal met 50% te vergroten tot 14 bij 7 meter, waarmee het gedurende lange tijd het grootste van de Oeral was. Op deze manier konden bezoekers  sommige films zowel in hun oude als in hun nieuwe formaat zien. De film Titanic bleef een jaar en zeven maanden draaien in Saljoet, waarmee ze een absoluut wereldrecord vestigde.
In 2001 was Saljoet de eerste bioscoop in Rusland die de film Moulin Rouge! kon laten zien; 3 week voor de première, daar de bioscoop persoonlijke toestemming had verkregen van regisseur Baz Luhrmann voor de exclusieve uitzending van de film. Met deze film had de bioscoop zowel de hoogste opbrengsten van Rusland als de langste uitzendperiode (een jaar). In 2002 werd Saljoet door de vereniging van filmmakers van Rusland uitgeroepen tot de beste regionale bioscoop.

### Huidige situatie
Saljoet is nu een multiplex, daar ze de beschikking heeft over 4 modern uitgeruste zalen met ruim 800 zitplaatsen. Naast gewone films worden er regelmatig buitenlandse festivalfilms vertoond. Jaarlijks trekt de bioscoop enkele honderdduizenden bezoekers, waarvan een vijfde bestaat uit kinderen. Van 1986 tot 2006 werd de bioscoop geleid door Nikolaj Vladytsjkin.